# XII Festival olimpico invernale della gioventù europea
Il Festival olimpico invernale della gioventù europea 2015 è stato la 12ª edizione della manifestazione multisportiva organizzata dai Comitati Olimpici Europei. Si è svolto nel Vorarlberg, in Austria, e in Liechtenstein dal 25 al 30 gennaio 2015.

## Discipline
| Disciplina            | Maschile | Femminile | Misti | Totali |
| --------------------- | -------- | --------- | ----- | ------ |
| Biathlon              | 2        | 2         | 1     | 5      |
| Combinata nordica     | 3        |           |       | 3      |
| Hockey su ghiaccio    | 1        |           |       | 1      |
| Pattinaggio di figura | 1        | 1         |       | 2      |
| Salto con gli sci     | 2        | 1         | 1     | 4      |
| Sci alpino            | 2        | 2         | 1     | 5      |
| Sci di fondo          | 3        | 3         | 1     | 7      |
| Snowboard             | 1        | 1         | 1     | 3      |

## Calendario
| ● | Cerimonia d'apertura |  | Gare | ● | Finali | ● | Cerimonia di chiusura |

| Febbraio 2013         | Dom 25 | Lun 26 | Mar 27 | Mer 28 | Gio 29 | Ven 30 | Medaglie d'oro |
| --------------------- | ------ | ------ | ------ | ------ | ------ | ------ | -------------- |
| Cerimonie             | ●      |        |        |        |        | ●      |                |
| Biathlon              |        | ●●     |        | ●●     |        | ●      | 5              |
| Combinata nordica     |        | ●      |        | ●      |        | ●      | 3              |
| Hockey su ghiaccio    |        |        |        |        |        | ●      | 1              |
| Pattinaggio di figura |        |        |        | ●●     |        |        | 2              |
| Salto con gli sci     |        | ●●     |        | ●      |        | ●      | 4              |
| Sci alpino            |        | ●      | ●      | ●      | ●      | ●      | 5              |
| Sci di fondo          |        | ●●     |        | ●●     | ●●     | ●      | 7              |
| Snowboard             |        | ●●     |        | ●      |        |        | 3              |
| Medaglie d'oro totali |        | 6      | 5      | 10     | 3      | 6      | 30             |

## Medagliere
| Pos.   | Paese     | Oro | Argento | Bronzo | Totale |
| ------ | --------- | --- | ------- | ------ | ------ |
| 1      | Russia    | 6   | 6       | 4      | 16     |
| 2      | Germania  | 6   | 4       | 9      | 19     |
| 3      | Austria   | 5   | 5       | 3      | 13     |
| 4      | Norvegia  | 4   | 4       | 3      | 11     |
| 5      | Francia   | 4   | 2       | 5      | 11     |
| 6      | Finlandia | 1   | 2       | 1      | 4      |
| 7      | Svezia    | 1   | 1       | 0      | 2      |
| 7      | Slovenia  | 1   | 1       | 0      | 2      |
| 9      | Croazia   | 1   | 0       | 0      | 1      |
| 9      | Ucraina   | 1   | 0       | 0      | 1      |
| 11     | Bulgaria  | 0   | 2       | 0      | 2      |
| 12     | Rep. Ceca | 0   | 1       | 1      | 2      |
| 13     | Lettonia  | 0   | 1       | 0      | 1      |
| 13     | Italia    | 0   | 1       | 0      | 1      |
| 15     | Svizzera  | 0   | 0       | 2      | 2      |
| 16     | Belgio    | 0   | 0       | 1      | 1      |
| 16     | Polonia   | 0   | 0       | 1      | 1      |
| Totale | Totale    | 30  | 30      | 30     | 90     |